# Відносини Польща — НАТО
Відносини Польща — НАТО — офіційні відносини, які почалися у серпні 1990 року, коли Польща встановила дипломатичні стосунки з НАТО.
Перші діалоги про вступ Польщі до НАТО почалися на початку 1997 року. У липні того ж року Польщу було запрошено на переговори про приєднання до Північноатлантичного альянсу . Протоколи про вступ до НАТО були підписані у грудні того ж року. 12 березня 1999 року Польща стає членом НАТО [2]. Членство Польщі в НАТО активізувало польський оборонно — промисловий комплекс. Посиленню оборонних можливостей Польщі сприяє розміщення на її території (на ротаційній основі) американського ЗРК «Патріот», а також підрозділу ВПС США у складі шістнадцяти винищувачів F — 16 та чотирьох військово-транспортних літаків С — 130 з відповідним особовим складом.

## Збройні сили Польщі
1991 року Польща у складі коаліційних сил НАТО брала участь у війні в Перській затоці.
З моменту вступу в НАТО польська армія переходить на західні стандарти та отримує нове озброєння. Військово-повітряні сили Польщі беруть участь у патрулюванні повітряного простору країн Балтії. В рамках нової концепції Північноатлантичного альянсу «Розумна оборона», окрім участі у військових операціях та роботі у багатонаціональних штабах, Польща відіграє певну роль у реалізації проектів логістичного забезпечення військ НАТО та підготовки спеціалістів зв'язку і автоматизованих систем управління.
З 2003 по 2008 рік польський військовий контингент брав участь в операції «Свобода Іраку». Також польські війська беруть участь в операції Альянсу в Афганістані.
У 2007 році кількість польських військових в Афганістані було збільшено до 1200 чоловік, а 2008 року до них приєдналися ще 2008 польських військовослужбовців.
Польща бере участь в операції «Активні зусилля» у Середземному морі.

## Плани на майбутнє
21 серпня 2014 року міністр оборони Польщі Т. Семоняк заявив, що Польща поки що не розглядає постійне базування баз НАТО на своїй території. Польща бере учать у створенні європейської системи протиракетної оборони. До 2018 року на території Польщі планується розгорнути американські протиракетні комплекси SM-3 Block 2A в рамках створення системи ПРО США/НАТО в Європі.

## Статистика ставлення поляків до НАТО
- В 1996 році членство Польщі в НАТО підтримували 50—60% поляків;
- У 2007 році рівень підтримки членства Польщі в НАТО серед населення був 78%;
- Згідно з опитуванням Центру досліджень громадської думки (CBOS), проведеного на початку 2012 року перебування Польщі в НАТО підтримує 90% населення.